# バヤウジン
バヤウジン・カトン（Bayaujin qatun, 生没年不詳）は、バヤウト部族出身のモンゴル帝国の皇后（カトン）の一人。第4代皇帝モンケと第5代皇帝クビライにそれぞれ同名の妃がおり、活動時期が近いことからレビラト婚によって両方に娶られた同一人物であると見られる。
『元史』などの漢文史料では伯要兀真（bǎiyàowùzhēn）、『集史』などのペルシア語史料ではبایاوجین (bāyāūjīn) と記される。

## 概要
バヤウジンに関する記録は少なく、『元史』・『集史』ともに断片的な記述しか残されていない。バヤウト部族ではブカ・キュレゲンの一族が代々チンギス・カン家と姻戚関係を結んでいたがバヤウジンと血縁関係にあるかは不明で、『集史』にはブラクジン(ボラクチン)という人物の娘であったことだけが記されている。
『集史』「バヤウト部族志」や『集史』「モンケ・カアン紀」などによると、バヤウジンは「モンケの2人の有力な側室」の1人で、正室に次ぐ高い地位を得ていた側室であった。モンケとバヤウジンとの間に生まれたのがシリギで、シリギはモンケの嫡出の息子たちが相継いで亡くなったために庶出ながらモンケ家の当主となり、やがてシリギの乱を起こすに至った。
また、『集史』「クビライカアン紀」によると、クビライとバヤウジンとの間に生まれたのが鎮南王トガンであった。トガンもまたクビライの庶子の中で比較的高い地位を与えられていたが、ヴェトナム遠征に失敗したことでクビライの不興を買い以後重用されなかった。なお、『元史』巻106后妃表によるとバヤウジン(伯要兀真)皇后はクビライの「第4オルド(第四斡耳朶)」に属していたという。